# Zhao Youfeng
Zhao Youfeng, född 5 maj 1965, är en friidrottare från Kina. Hon deltog vid olympiska sommarspelen 1988.